# Angelic Smile/WINTER PARTY
「Angelic Smile/WINTER PARTY」（エンジェリック・スマイル/ウインター・パーティー）は、日本のヴィジュアル系ロックバンド・BREAKERZの3作目のシングル。

## 概要
- 前作「世界は踊る/灼熱」から約2か月ぶりにして、アルバム『BIG BANG!』からの先行シングル。前作及び前々作に引き続き両A面シングルとして発売された[1][2]。
- 表題1曲目は日本テレビ系列『スッキリ!!』のエンディングテーマと全国独立放送協議会『MU-GEN』のオープニングテーマにそれぞれ起用された。日本テレビ系列のタイアップを担当するのは2作連続通算3度目、『MU-GEN』のタイアップを担当するのは2作連続通算2度目となった。また、単曲で複数のタイアップを担当するのも2作連続である。なお、今作では表題2曲目はノンタイアップとなった。
- 「Angelic Smile」を表題1曲目としたパターンと、「WINTER PARTY」を表題1曲目としたパターンの2パターンで、それぞれがジャケットの異なる初回限定盤と通常盤の2形態で発売された。初回限定盤には特典としてそれぞれの表題曲のミュージッククリップを収録したDVDが同梱された。また、全形態共通で初回生産分には全10種類からなるトレーディングカード1枚がランダムで同梱された[注 1]。
- オリコン週間チャート初登場9位を獲得[3]。3作連続でトップ10入りを果たした。

## 収録曲
| 全作詞・作曲: DAIGO、全編曲: BREAKERZ。 |                   |       |            |
| #                                       | タイトル          | 作詞  | 作曲・編曲 |
| 1.                                      | 「Angelic Smile」 | DAIGO | DAIGO      |
| 2.                                      | 「WINTER PARTY」  | DAIGO | DAIGO      |

| 全作詞・作曲: DAIGO、全編曲: BREAKERZ。 |                   |       |            |
| #                                       | タイトル          | 作詞  | 作曲・編曲 |
| 1.                                      | 「WINTER PARTY」  | DAIGO | DAIGO      |
| 2.                                      | 「Angelic Smile」 | DAIGO | DAIGO      |

### 解説
1. Angelic Smile
2. WINTER PARTY
ミュージッククリップは東京都渋谷区代官山町にある「ZAPADY-DOO」で撮影され、作中のクリスマスケーキは大阪府大阪市東淀川区にある「ダンデライオン」の商品が採用された。

## 参加ミュージシャン
BREAKERZ
- DAIGO：Vocal & Chorus
- AKIHIDE：Guitar & Chorus、Synth Programming
- SHINPEI：Guitar & Chorus、Synth Programming

Support Musician
- 永井利光：Drums (全曲)
- IKUO：Electric Bass (全曲)

## タイアップ
- 日本テレビ系列情報番組『スッキリ!!』2008年11月度エンディングテーマ (#1)
- 全国独立放送協議会音楽番組『MU-GEN』2008年11月度オープニングテーマ (#1)

## 収録アルバム
- BIG BANG! (#1 BIG BANG! MIX,#2 BIG BANG! Version)
- BREAKERZ BEST 〜SINGLE COLLECTION〜